# Adeline d'Hermy
Pour les articles homonymes, voir Hermy.
Adeline d'Hermy est une actrice française, sociétaire de la Comédie-Française qu'elle a intégrée le 9 décembre 2010 née le 18 avril 1987.

## Biographie
Adeline d'Hermy est originaire du nord de la France où elle passe son enfance à Noyelles-Godault puis fait sa scolarité à Dourges et à Hénin-Beaumont. Elle se forme à la danse contemporaine au Conservatoire régional de Lille avant de s'orienter vers le théâtre – considérant qu'elle n'était pas « assez forte techniquement » et sur les conseils de ses professeurs qui notaient ses talents d'interprétation – en suivant tout d'abord le Cours Florent puis, en 2008, le Conservatoire national supérieur d'art dramatique. Elle interprète des pièces mises en scène par Alain Françon, Dominique Valadié, ou Fanny Sidney et danse également dans un spectacle de Caroline Marcadé.
Entrée comme pensionnaire à la Comédie Française le 9 décembre 2010, elle devient la 530e sociétaire de l'institution le 1er janvier 2016.

## Filmographie
- 2008 : Je ne suis pas morte de Jean-Charles Fitoussi
- 2012 : Ici-bas de Jean-Pierre Denis
- 2011 : Cigarettes et bas nylon de Fabrice Cazeneuve
- 2012 : Camille redouble de Noémie Lvovsky
- 2014 : La Forêt (téléfilm) d'Arnaud Desplechin
- 2014 : Yves Saint Laurent de Jalil Lespert
- 2017 : Oblomov (téléfilm) de Guillaume Gallienne
- 2017 : Maryline de Guillaume Gallienne
- 2020 : Le Discours de Laurent Tirard
- 2021 : Le Trésor du Petit Nicolas de Julien Rappeneau
- 2025 : La Vie devant moi de Nils Tavernier

## Théâtre

### Comédie-Française
- 2011 : Bérénice de Racine, mise en scène Muriel Mayette, Salle Richelieu – Phénice, confidente de Bérénice  (en alternance)
- 2011 : La Pluie d'été de Marguerite Duras, mise en scène Emmanuel Daumas, Théâtre du Vieux-Colombier – Jeanne
- 2012 : La Trilogie de la Villégiature de Carlo Goldoni, mise en scène Alain Françon, Théâtre Éphémère – Rosina
- 2012 : Un chapeau de paille d'Italie d'Eugène Labiche, mise en scène Giorgio Barberio Corsetti, Salle Richelieu – Hélène, fille de Nonancourt
- 2013 : L'École des femmes de Molière, mise en scène Jacques Lassalle, Salle Richelieu – Agnès
- 2014 : Dom Juan de Molière, mise en scène Jean-Pierre Vincent – Charlotte
- 2014 : Le Songe d'une nuit d'été de Shakespeare, mise en scène Muriel Mayette – Héléna
- 2014-2015 : Le Misanthrope de Molière, mise en scène Clément Hervieu-Léger, salle Richelieu – Eliante
- 2015 : Le Misanthrope de Molière, mise en scène Clément Hervieu-Léger, salle Richelieu – Célimène
- 2015 : La Maison de Bernarda Alba de Federico García Lorca, mise en scène Lilo Baur, Salle Richelieu – Adela
- 2016-2017 : Les Damnés d'après Luchino Visconti, mise en scène Ivo Van Hove, Festival d'Avignon puis Salle Richelieu – Elisabeth Thallman
- 2015-18 : Le Petit-Maître corrigé de Marivaux, mise en scène Clément Hervieu-Léger, Salle Richelieu – Marton
- 2017 : La Double inconstance de Marivaux, mise en scène Anne Kessler, Salle Richelieu - Silvia
- 2017 : Les Fourberies de Scapin de Molière, mise en scène Denis Podalydès, Salle Richelieu - Zerbinette
- 2018 : Les Créanciers de August Strindberg, mise en scène Anne Kessler, Studio—Tekla
- 2019 : La Nuit des Rois de William Shakespeare, mie en scène de Thomas Ostermeier, Salle Richelieu - Olivia
- 2019 : La Petite sirène, mise en scène Géraldine Martineau, Studio-Théâtre
- 2021 : La Cerisaie de Anton Tchekhov, mise en scène Clément Hervieu-Léger, Salle Richelieu
- 2022 : Le Misanthrope de Molière, mise en scène Clément Hervieu-Léger, Salle Richelieu
- 2022 - 2023 : Jean-Baptiste, Madeleine, Armande et les autres... de Julie Deliquet, mise en scène Julie Deliquet, Salle Richelieu - Armande Béjart dite Mademoiselle Molière
- 2024 : Six Personnages en quête d'auteur de Luigi Pirandello, mise en scène Marina Hands, Théâtre du Vieux-Colombier
- 2025 : Une mouette d'après Anton Tchekhov, mise en scène Elsa Granat, Salle Richelieu

### Hors Comédie-Française
- 2013 : Solness le constructeur d'Henrik Ibsen, Théâtre de la Colline, mise en scène Alain Françon, Comédie de Reims et Théâtre national de la Colline -  Hilde Wangel
- 2023 : On ne badine pas avec l'amour d'Alfred de Musset, Théâtre de Carouge, mise en scène Jean Liermier

## Distinctions
- Prix du Syndicat de la critique 2013 : Prix Jean-Jacques-Lerrant de la révélation théâtrale pour Solness le constructeur
- Festival des créations télévisuelles de Luchon 2017 : Prix du meilleur espoir féminin Oblomov
- Festival international du film de Tokyo 2017 : Prix d'interprétation féminine pour Maryline[3]
- Prix Romy-Schneider 2018